# Хуліо Енріке Морено
Хуліо Енріке Морено (1879–1952) — еквадорський політик, тимчасовий президент країни з серпня до вересня 1940 року.